# Peter Schaarschmidt
Peter Schaarschmidt (* 31. Mai 1940) ist ein deutscher ehemaliger Fußballspieler. Für den SC Wismut Karl-Marx-Stadt und die Betriebssportgemeinschaft BSG Wismut Aue spielte er in den 1960er Jahren in der DDR-Oberliga, der höchsten Liga im DDR-Fußball.

## Sportliche Laufbahn
1958 (Kalenderjahr-Spielrhythmus) stieg Peter Schaarschmidt mit der BSG Wismut Stollberg von der Bezirksklasse in die viertklassige Bezirksliga auf. Unmittelbar danach wechselte er zum aktuellen DDR-Meister, dem Armeesportklub Vorwärts Berlin.
Die erhofften Spiele in der Oberliga blieben jedoch aus, denn Schaarschmidt wurde in den Spielzeiten 1959 und 1960 lediglich in der Reservemannschaft des ASK eingesetzt. Insbesondere 1959 gehörte er dort zum Spielerstamm, wobei er sowohl im Angriff wie auch im Mittelfeld aufgeboten wurde. In der Saison 1960 saß er mehrfach bei Oberligaspielen auf der Auswechselbank und kam dadurch in der Reservemannschaft nur etwa zehnmal zum Einsatz. In seinen beiden Spielen in der Rückrunde konnte er sich dort mit jeweils zwei Toren auszeichnen. Im Laufe dieser Saison kam Schaarschmidt dann auch noch zu einem Spiel in der 1. Mannschaft. Unmittelbar nach dem 14. Oberligaspieltag bestritt der ASK das Rückspiel der 1. Runde im Europapokal der Pokalsieger. Bei der 0:2-Niederlage bei Rudá Hvězda Brno setzte Trainer Harald Seeger Schaarschmidt als halblinken Stürmer von Beginn an ein und beließ ihn die volle Spieldauer in der Mannschaft. Die ASK-Reservemannschaft schloss die Saison als Meister ab, für Peter Schaarschmidt war es der erste, aber auch der einzig Titel im landesweiten Spielbetrieb.
Zur Saison 1961/62 (Rückkehr zum Frühjahr-Sommer-Rhythmus), die über 39 Oberligaspiele lief, wechselte Schaarschmidt zum Oberligisten SC Wismut Karl-Marx-Stadt und kam dort zu seinen ersten Oberligaeinsätzen. Das erste Oberligaspiel bestritt er am zweiten Spieltag in der Partie SC Empor Rostock – SC Wismut (0:3). Er stand als halblinker Stürmer in der Startelf, wurde aber in der 58. Minute ausgewechselt. Danach wurde er erst wieder in den Oberligaspielen 14, 15 und 16 aufgeboten. Er spielte auf derselben Position, am 15. Spieltag jedoch nur in den ersten zwölf Minuten. In der Regel kam Schaarschmidt aber wieder hauptsächlich in der Reserve zum Einsatz und spielte dort sowohl im Mittelfeld sowie ebenfalls auf halblinks. Dabei zählte er auch zu den Torschützen der Reservisten. 1962/63, nun in der Oberliga wie bisher wieder mit 26 Runden, kam Schaarschmidt in sieben Oberligaspielen zum Einsatz. Wie bisher war er wieder halblinker Stürmer und schoss am 3. Spieltag beim Auswärtssieg über Dynamo Dresden das 1:0-Siegtor. Hauptsächlich in Rückrunde spielte Schaarschmidt wieder in der Reserve, wo er mit Unterbrechungen im Angriff und im Mittelfeld aufgeboten wurde. 
Im Juli 1963 wurde der SC Wismut Karl-Marx-Stadt aufgelöst, dessen Sektion Fußball kehrte als BSG Wismut nach Aue zurück. Für Schaarschmidt änderte sich das Fußballgeschehen nicht, er blieb weiter hauptsächlich Reservespieler. In den drei Spielzeiten bis 1966 kam er lediglich auf 21 Oberligaeinsätze, weiterhin sowohl als Stürmer wie auch als Mittelfeldspieler. In seinem letzten Oberligaauftritt am 5. Spieltag der Saison 1965/66 erzielte er bei der Auer 2:6-Niederlage beim SC Leipzig mit dem zwischenzeitlichen 2:4 das zweite Tor seiner Oberligalaufbahn. 
Im Sommer 1966 wurde Schaarschmidts Mitgliedschaft bei der BSG Wismut Aue beendet. Als Freizeitkicker blieb er bei der BSG Motor West Karl-Marx-Stadt weiter aktiv. In den 1970er Jahren war er bei der viertklassigen BSG Wismut Pirna-Copitz als Trainer tätig. 